# Голливог

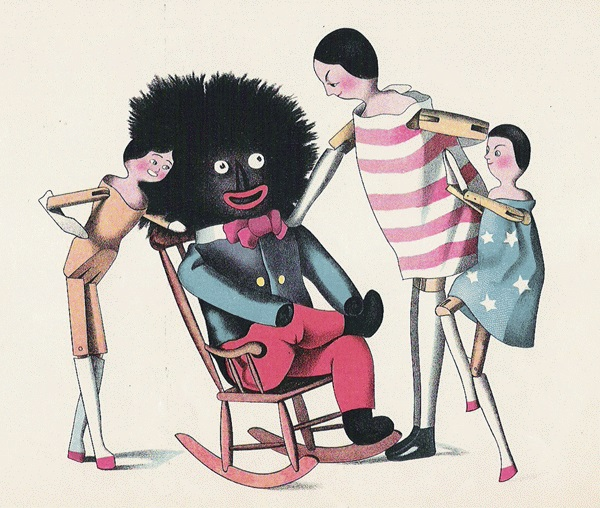

Голливог (англ. Golliwog, Golliwogg, Golli doll) — кукла, элемент американской, британской, австралийской культур, получивший наибольшую популярность в конце XIX века — первой половине XX века. Голливог представляет собой тряпичную фигурку, изображающую чернокожего человека. Его голова — с круглыми белыми глазами, смотрящими перед собой, клоунским улыбающимся ртом и копной черных волос.
Голливог возник как персонаж из книг для детей, но существуют и другие версии.
Одна из версий гласит, что в XIX веке, в Египте, местное население, работавшее на британскую армию, должно было носить на руке надпись «W.O.G.S.», то есть «Working On Government Service» — «Работающие На Государственной Службе». Британцы называли этих рабочих «Гюльс», то есть призраки. Дети египтян делали из черных тряпок куклы, которые, впоследствии, в качестве сувениров, покупались британцами и с ними попадали на их родину. Кукол поначалу называли Гюливог, но впоследствии это трансформировалось в Голливог.
По другой, похожей, версии британцы шутливо называли египтян «Вогс» (WOGS), а египтяне, в свою очередь, называли британцев «Гюльс». От этих двух слов и произошли «Гюлливог» и, впоследствии, «Голливог».
Общественное сознание неоднозначно относится к образу Голливога, усматривая в нём расистский подтекст. Некоторые производители, стараясь избегать неприятностей, перестали производить эту куклу. С 1960 годов популярность Голливога существенно сократилась.

## Голливог в искусстве
- Последняя, шестая часть фортепианной сюиты Клода Дебюсси «Детский уголок» («Children’s Corner») называется «Кекуок Голливога» или в русской традиции «Кукольный кейкуок» («Golliwogg’s Cakewalk», в оригинале композитором название сюиты и её частей записаны на английском языке)[2].
- В период наибольшей популярности голливогов британские детские писатели — Флоренс Кейт Аптон, Руфь Айнсворт, Энид Блайтон — охотно брали куклу в герои. Центральным персонажем сказочной повести Руфь Айнсворт «Рафти-Тафти Голливог» является тряпичный мальчик по имени Рафти-Тафти (русский перевод повести сделал Борис Вайнер).
- Повесть «Орлы смердят»1 французского писателя Антуана Володина (опубликованная под псевдонимом Лутц Бассман). Игрушка-голливог выступает в роли воображаемого собеседника главного героя повести Гордона Кума, общающегося с голливогом и другими персонажами путём чревовещания.
- У участницы группы «ABBA» Агнеты Фельтског есть песня с названием «Голливог».
- В австралийском фильме «Маленькая смерть» (2014) один из персонажей дарит печенье в виде Голливога своим соседям, вызывая у всех ностальгию по детству.
- Американский рэпер billy woods выпустил альбом «GOLLIWOG» (2025), на обложке которого изображена непосредственно сама тряпичная фигурка.